# نزار شاه الثاني
شاه نزار الثاني كان الإمام الأربعون لفرع قاسم شاه من الطائفة الإسماعيلية النزارية.
خلف شاه نزار الثاني والده علي خليل الله الثاني عندما توفي الأخير في عام 1680 م. في مرحلة ما خلال الجزء الأول من إمامته، غادر شاه نزار قرية أنجدان، حيث أقام أسلافه لأكثر من قرنين من الزمان، وانتقل إلى قرية كهك القريبة، والتي أصبحت المقر الجديد للأئمة النزاريين.
بمبادرة منه، جاء العديد من المؤمنين النزاريين الذين كانوا يعيشون حتى ذلك الحين كبدو في خراسان، واستقروا في كرمان. كان لدى شاه نزار علاقات وثيقة مع الطريقة الصوفية النعمة الإلهية، وفي دوره كسيد للطريقة الصوفية تبنى اسم عطاء الله، والذي أصبح العديد من أتباع النزارية في كرمان معروفين به.
تُوفي شاه نزار في أيلول 1722 م، وخلفه ابنه السيد علي. لا يزال ضريح شاه نزار موجودًا في كهك، ولكن رُمم قليلًا في عام 1966 م مما أدى إلى فقدان العديد من تركيباته الأصلية التي تعود إلى القرن الثامن عشر.